# ジョヴァンニ・ヴィスコンティ (自転車選手)
ジョヴァンニ・ヴィスコンティ（Giovanni Visconti、1983年1月13日 - ）は、イタリア・トリノ出身の自転車競技（ロードレース）選手。

## 経歴
母親の出身地であるトリノで生まれ、幼少期から父親の出身地であるシチリア島パレルモで育つ。
2003年
- 国内選手権・U23ロードレース 優勝
- 欧州選手権・U23・ロードレース優勝。

2004年
- ロンド・ファン・フラーンデレンのU-23部門で優勝。

2005年
- ドミーナ・ヴァカンツェと契約を結んでプロに転向した。

2007年
クイックステップに移籍。
- ジロ・デ・イタリア初出場（総合77位）
- 国内選手権・ロードレース 優勝。

2008年
- ジロ・デ・イタリアにおいて、最終的には総合42位に終わったが、第6～第12ステージまでマリア・ローザを着用。
- グランプリ・ド・フルミー優勝。
- ジャパンカップサイクルロードレースでは、ダミアーノ・クネゴに次いで2位に入った。

2009年
ウクライナ籍チームのISDに移籍。
2010年
- ツアー・オブ・ターキー総合優勝
- 国内選手権・個人ロード 優勝。
- UCIヨーロッパツアー2009-2010 総合優勝

2011年
- ジロ・デ・イタリア第17ステージにおいて、ディエゴ・ウリッシ、パブロ・ラストラス、ヤン・バケランツとの4人のゴールスプリント争いとなり、先頭に立ったウリッシの後位から道沿いへとチェンジオブスペースを試みたヴィスコンティが、ウリッシのコース取りが邪魔だとして右手でウリッシを払いのけながら1着で入線し、以下同タイムでウリッシ、ラストラスと続いた。しかし、ヴィスコンティのこの行為が違反とみなされ、ヴィスコンティは3位に降着。ウリッシが繰り上がって区間優勝を果たした。
- 国内選手権・個人ロードレース連覇。
- ジロ・ディ・ロンバルディア 7位
- UCIヨーロッパツアー2010-2011 総合優勝

2012年
モビスター・チームに移籍。
- ヘント〜ウェヴェルヘム 10位
- クラシカ・プリマベーラ 優勝
- シルクイト・デ・ゲチョ 優勝

2013年
- ジロ・デ・イタリア 区間2勝(第15・17)

2015年
- ジロ・デ・イタリア  山岳賞

2016年
- クラシカ・プリマベーラ 優勝
- ジロ・ディ・トスカーナ 区間優勝(第1ステージ)

2017年
バーレーン・メリダに移籍。
- ジロ・デッレミリア 優勝

2018年
- ツアー・オブ・オーストリア　 ポイント賞、区間優勝（第2,4,8ステージ）

2019年
ネーリソットーリ・セッレ・イタリア・KTMに移籍。
- セッティマーナ・インテルナツィオナーレ・ディ・コッピ・エ・バルタリ  山岳賞
- ツアー・オブ・スロベニア 区間優勝（第4ステージ）
- ツアー・オブ・オーストリア 区間優勝（第3ステージ）
- ジロ・ディ・トスカーナ 優勝